# P. Ramlee
P. Ramlee, geboren als Teuku Zakaria bin Teuku Nyak Puteh (Maleis: ڤي رملي; 22 maart 1929 – 29 mei 1973), was een zanger, acteur, songwriter en muziekproducent van Maleise afkomst.
Ramlee won in 1957 de prijs voor beste acteur op het 4e Tokyo Asia Pacific Film Festival. Hij overleed aan een hartziekte, op 44-jarige leeftijd.

## Filmografie
- Abu Hassan Penchuri (1955)
- Ahmad Albab (1968)
- Ali Baba Bujang Lapok (1961)
- Aloha (1950)
- Anak Bapak (1968)
- Anak-ku Sazali (1956)
- Anjoran Nasib (1952)
- Antara Dua Darjat (1960)
- Antara Senyum Dan Tangis (1952)
- Bakti (1950)
- Bujang Lapok (1957)
- Bukan Salah Ibu Mengandung (1969)
- Chinta (1948)
- Dajal Suchi (1965)
- Di Belakang Tabir (1969)
- Do Re Mi (1966)
- Doktor Rushdi (1970)
- Enam Jahanam (1969)
- Gelora (1970)
- Gerimis (1968)
- Hang Tuah (1956)
- Hujan Panas (1953)
- Ibu / Mother (1953)
- Ibu Mertua Ku (1962)
- Jangan Tinggal Daku (1971)
- Juwita (1951)
- Kanchan Tirana (1969)
- Keluarga 69 (1967)
- Labu Dan Labi (1962)
- Laksamana Do Re Mi (1972)
- Love Parade (1963)
- Madu Tiga (1964)
- Masam Masam Manis (1965)
- Melanchong Ke Tokyo (1964)
- Merana (1954)
- Miskin (1952)
- Musang Berjanggut (1959)
- Nasib (1949)
- Nasib Do Re Mi (1966)
- Nasib Si Labu Labi (1963)
- Nilam (1949)
- Noor Asmara (1949)
- Nujum Pak Belalang (1959)
- Pancha Delima (1957)
- Panggilan Pulau (1954)
- Patah Hati (1952)
- Penarek Becha (1955)
- Pendekar Bujang Lapok (1959)
- Penghidupan (1951)
- Perjodohan (1954)
- Putus Harapan (1953)
- Putus Sudah Kaseh Sayang (1971)
- Rachun Dunia (1950)
- Ragam P Ramlee & Damaq (1964)
- Sabarudin Tukang Kasut (1966)
- Se Merah Padi (1956)
- Sedarah (1952)
- Sejoli (1951)
- Seniman Bujang Lapok (1961)
- Sergeant Hassan (1958)
- Sesudah Suboh (1967)
- Siapa Salah (1953)
- Sitora Harimau Jadian (1964)
- Sumpah Orang Minyak (1958)
- Takdir Illahi (1950)
- Tiga Abdul (1964)

- Biblioteca Nacional de España: XX5054711
- Bibliothèque nationale de France: cb16988013g (data)
- Gemeinsame Normdatei: 129091138
- International Standard Name Identifier: 0000 0001 1781 0753
- Library of Congress Control Number: n92066470
- MusicBrainz: 6b2f4412-a43f-4d3c-9ed2-43f6d4f153d0
- Nederlandse Thesaurus van Auteursnamen: 070924295
- Virtual International Authority File: 121703180
- WorldCat: E39PBJrgFVrRPrxfvYBJF6CbBP